# Сісаванг Ваттана
Сісаванг Ваттана (лаос. ພຣະບາທສົມເດັຈພຣະເຈົ້າມະຫາຊີວິຕສີສວ່າງວັດທະນາ; 13 листопада 1907 — 13 травня 1978) — другий і останній володар королівства Лаос, прем'єр-міністр Лаосу від жовтня до листопада 1951 року.

## Біографія
Був сином і спадкоємцем короля Сісаванг Вонга. У 10-річному віці вирушив на навчання до Франції, де здобував освіту в ліцеї в Монпельє та в Інституті політичних досліджень у Парижі.
7 серпня 1930 року одружився з Кхампхуї, від шлюбу з якою народились шестеро дітей.
1930 року був призначений на посаду генерального секретаря королівства Луанґпхабанґ. Під час Другої світової війни представляв свого батька у Сайгоні при японській адміністрації, де висловлював протест щодо японського вторгнення до Лаосу та проголошення японцями незалежності Лаосу від Франції. Від 1941 до 1946 року очолював Таємну раду двору.
1951 року зайняв посаду прем'єр-міністра, а у серпні 1959 став регентом при хворому батькові. Після смерті батька 29 жовтня того ж року Сісаванг Ваттана зійшов на трон, однак він вирішив не проводити офіційну церемонію коронації через нестабільне становище в країні.

### Правління
Зійшовши на престол, Сісаванг Ваттана почав активно займатись політикою, намагаючись стабілізувати становище в державі після важких політичних потрясінь, що почалися з Женевської конференції 1954 року, за результатами якої Лаосу було надано цілковиту незалежність, однак яка не зняла питання про те, хто буде правити країною. Принц Суванна Пхума, нейтраліст, який діяв з В'єнтьяна, претендуючи на посаду прем'єр-міністра й отримавши визнання з боку СРСР; принц Бун Ум з Тямпасаку на півдні, правий, проамериканський політик, домінував у районі Паксе, якого уряд США визнав прем'єр-міністром; чи ж принц Суфанувонг з півночі, який очолював лівацький рух Патет Лао, що мав підтримку Північного В'єтнаму. Задля уникнення суперечок про те, чи були Суванна Пхума чи Бун Ум «законними» прем'єр-міністрами в Лаосі, обидві сторони намагались вести свої справи через прозахідного короля Сісаванга Ваттана.
Наприкінці 1960 року більшість членів Національних зборів проголосували за прихід до уряду принца Бун Ума, і король залишив Луанґпхабанґ, відвідавши столицю, щоб благословити новий уряд. Разом з тим, монарх бажав, щоб три принца сформували коаліційний уряд, що й відбулось 1962 року, втім невдовзі той уряд розпався.
19 лютого 1961 року король Сісаванг Ваттана зробив надзвичайну заяву: він попрохав іноземні держави припинити втручання до громадянської війни, що тривала в його державі, та звернувся до всіх лаосців із закликом об'єднатись під його королівським стягом. Після такого звернення короля уряд прем'єр-міністра Бум Ума звернувся до нейтральної міжнародної комісії з проханням відвідати Лаос для спостереження за ситуацією. Голова уряду раніше звинувачував комуністів Північного В'єтнаму у втручанні до війни на боці лівих сил шляхом надання їм своїх військ та озброєння.
Лаоські ліві повстанці та Китай засудили спробу короля Сісаванга Ваттана витягнути Лаос через шторм холодної війни, дотримуючись нейтрального курсу. Радіопередачі повстанців критикували декларацію короля про нейтралітет Лаосу та його план створення комісії нейтральних країн у складі трьох членів для попередження іноземного втручання. За повідомленням «Radio Peiping», міністр закордонних справ КНР Чень І заявив, що пропозиція про створення наглядової комісії була справою рук Сполучених Штатів і не спрямована на сприяння миру та нейтралітету в Лаосі. За словами Чень І, це започаткувало нову схему США з перетворення Лаосу на друге Конго та колонію Сполучених Штатів. Керівники Патет Лао засудили той план, заявивши, що король висунув його під збройним тиском з боку уряду В'єнтьяна прем'єр-міністра Бум Ума. Заява короля про нейтралітет і його пропозиція про те, щоб Камбоджа, Бірма та Малая відрядили комісію до Лаосу, здобули підтримку з боку США та породили сподівання Заходу на політичне врегулювання громадянської війни.
23 червня 1962 року король своїм указом затвердив кабінет, поданий йому Суванною Пхумою. Того ж дня було оголошено та затверджено політичну програму уряду. У програмному документі зазначалось, що населенню країни буде надано демократичні права та свободи, а також буде відновлено закон про демократичні права громадян та виборчий закон, прийняті 1957 року. Для досягнення національної єдності уряд передбачив забезпечення безпеки та рівності всіх національностей, незалежно від походження чи політичної приналежності. Програма уряду передбачала розвиток національної економіки та покращення рівня життя підданих шляхом заохочення та надання допомоги селянам у розвитку всіх галузей сільського господарства, а промисловцям і торгівцям — у розвитку промисловості, ремесел і торгівлі; уряд пропонував приділити належну увагу розвитку дорожньої мережі і транспорту, охороні здоров'я та просвіті.
У березні 1963 року король здійснив поїздку тринадцятьма країнами світу, зокрема він зустрічався з президентом Кеннеді у США. У Женеві Сісаванг Ваттана підписав пакт про нейтральність Лаосу. Також він відвідав СРСР.
Становище у країні, тим не менше, було вкрай заплутаним, трьох принців — претендентів на посаду прем'єр-міністра — підтримували різні держави, й вони базувались у різних частинах країни.
Спроби сформувати коаліційний уряд виявились невдалими, 1964 року країна зазнала серії переворотів і контрпереворотів. Саме з того періоду часу непримиренну позицію зайняла організація Патет Лао, яка вступила до громадянської війни.

### Зречення та смерть
Від середини травня 1975 року розпочався процес реорганізації старого адміністративного, військового та поліцейського апарату. Патет Лао всюди почала створювати нові органи влади — революційні комітети, що проводили чистку адміністрації від прибічників монархії. Підрозділи Народних збройних сил Лаосу 15 травня ввійшли до міста Паксе, 19 травня — до Тхакхека, Сено та Кенгкока, а 21 травня — до Саваннакхета.
2 грудня 1975 року Патет Лао змогла здійснити переворот і змусила короля зректись престолу. На Конгресі виступив спадковий принц Вонґ Саванг, який від імені батька зачитав текст зречення.
Колишній король отримав посаду «Верховного радника при президенті». Він не виявив бажання залишати країну.
У березні 1977 року його разом з дружиною, дітьми та братами відправили на «перенавчання» до табору Сам-Ноа, який називали «Табором номер один» у провінції Хуапхан.
1978 року з'явились повідомлення про смерть Сісаванга Ваттана (13 червня), а також про смерть колишньої королеви та спадкового принца Вонґ Саванга (5 лютого). Однак за заявою Кейсона Фомвіхана, Ваттана помер 1984 у 77-річному віці.